# Chola

L'impero Chola alla sua massima espansione (circa 1050).

I Chola furono una delle principali dinastie della zona tamil dell'India.
Karikala Chola fu il più famoso fra i re dei primi Chola, mentre Rajaraja Chola I, Rajendra Chola e Kulothunga Chola tra quelli dell'età imperiale Chola durante il medioevo. Il potere dei Chola iniziò a declinare intorno al XII secolo e terminò verso la fine del XIII secolo. Il loro regno si estendeva fino al IX secolo nel sud dell'India tra i due regni dei Pallava e dei Pandya. La capitale del regno era la città di Tanjore.
Il regno nasce dalla ribellione del signore Chola Vijayalaya (848-871) ai Pallava di cui era vassallo. Il figlio Aditya I in cambio del riconoscimento dei Pallava aiutò questi ultimi nella guerra contro i Pandya, ma in un secondo tempo sconfisse gli stessi Pallava e con la morte di Aparajita pose fine a questa dinastia facendo dei Chola la forza egemone della zona. Per fermare l'espansione Chola si coalizzarono Pandya e singalesi ma inutilmente perché furono respinti da Parantaka (907-950). Inutile fu anche l'attacco di Krishna II Rashtrakuta. Fu in questo periodo che la dinastia Chola raggiunse il picco della sua influenza. I successivi sovrani quali Rajaraja Chola I (Rajaraja il Grande) e Rajendra Chola I estesero i loro domini oltre i limiti tradizionali dei domini tamil.

## Origini
Questa dinastia è anche nota con il nome di Choda. Esistono scarse informazioni a disposizione degli studiosi in merito alle loro origini. Il fatto che si tratti di una dinastia che ha origini molto antiche è rivelato dalle testimonianze sulla loro esistenza all'interno dei testi di letteratura Sangam, i quali indicano alcuni dei loro sovrani in epoche antecedenti al 100 d.C.. In alcuni editti del sovrano dell'Impero Maurya Ashoka, risalente al III secolo a.C., si citano i Chola come uno dei regni confinanti nella regione meridionale.
Un punto di vista comunemente accettato vuole che Chola, proprio come i Chera ed i Pandya, rappresenti il nome della dinastia regnante più antica. Il poeta e commentatore Parimelazhagar, risalente al XIII secolo, annota che La carità degli appartenenti alle dinastie di antico lignaggio, come i Chola, i Pandya ed i Chera, è sempre generosa nonostante i loro scarsi mezzi. Altri nomi comuni per questa dinastia sono Killi (கிள்ளி), Valavan (வளவன்) e Sembiyan (செம்பியன்). Il nome Killi deriva probabilmente dal termine in lingua tamil kil (கிள்), che significa scavatore o convoglia comunque un senso di qualcuno che lavora il suolo. Questo stesso termine si trova spesso come suffisso nei primi nomi Chola come Nedunkilli o Nalankilli, ma divenne con il tempo piuttosto desueto. Il nome Valavan viene invece probabilmente da valam (வளம்) che indica fertilità ma può anche significare sovrano di una terra fertile. Semyiyan viene spesso utilizzato per indicare un discendente dell'antico eroe mitologico Shibi, il cui sacrificio per salvare una colomba inseguita da un falco è oggetto delle prime leggende Chola ed argomento principale del Sibi Jataka, ovvero una delle leggende buddhiste Jātaka.
Esistono poche testimonianze scritte antecedenti al VII secolo, esistono tuttavia tracce storicamente valide come le iscrizioni presenti nei templi dell'epoca. Negli ultimi 150 anni gli storici hanno scoperto numerose nuove fonti provenienti dagli antichi testi in lingua Tamil, dalla tradizione orale, da vari testi religiosi, dalle testimonianze architettoniche e sulle iscrizioni presenti sulle lamine di rame caratteristiche dell'antica India. La fonte principale da cui attingere notizie sui primi Chola sono i testi più antichi della letteratura Tamil, risalente al periodo Sangam. Pochi ma importanti riferimenti al paese dei Chola ed alle sue città e sui porti e le attività commerciali sono forniti dal testo risalente probabilmente al I secolo Periplus Maris Erythraei e dell'opera di poco più tarda del geografo Claudio Tolomeo. Il poema epico buddhista Mahavamsa risalente al V secolo e scritto in lingua pāli, elenca una serie di conflitti tra le popolazioni di Ceylon ed i Chola intorno al I secolo. Tracce dei Chola si possono trovare anche nei monumentali Pilastri di Ashoka, le cui iscrizioni risalgono al 272-232 a.C.; in esse i Chola sono annoverati tra i regni che, sebbene non assoggettati direttamente da Ashoka, avevano con esso un rapporto pacifico.

## Storia
La storia dei Chola è suddivisa in quattro periodi: i Primi Chola di cui parla la letteratura Sangam, il periodo di interregno tra costoro ed il regno medioevale di Vijayalaya (c.848), la dinastia di Vijayalaya e la tarda dinastia di Kulothunga Chola I agli inizi dell'XI secolo.

### I Primi Chola
I primi sovrani della dinastia Chola di cui abbiamo una testimonianza tangibile sono nominati nella letteratura Sangam . Gli studiosi generalmente concordano sul fatto che i testi della letteratura Sangam appartengano ad un periodo che va dal I al II secolo d.C. La cronologia interna di questa serie di testi è ancora tutta da stabilire, per questo non è al momento possibile avere una visione coerente del periodo storico ad essi collegato. Esso è tuttavia un'ottima fonte per i nomi dei re e delle regine dell'epoca, così come dei poeti che li celebrarono.
La letteratura Sangam contiene anche diverse leggende sui primi mitici sovrani Chola. Essi parlano di un mitico re Kantaman, contemporaneo probabilmente del saggio Agastya, la cui devozione fece nascere il fiume Kaveri. Fra i primi sovrani annoverati di questa dinastia primeggiano due nomi: Karikala Chola e Kochchenganan. Non è possibile, per i motivi sopra accennati, procedere ad un corretto ordine di successione di questi primi sovrani, e di stabilire quali fossero le loro relazioni l'uno con l'altro, così come con altri principi e sovrani della loro stessa epoca. La città di Uraiyur (ora nel territorio di Tiruchirappalli) fu la capitale del loro antico regno, a cui seguì Puhar. Il già citato Mahavamsa menziona un avventuriero Tamil, di nome Elara, che invase l'isola di Sri Lanka e la conquistò intorno al 235 a.C. con l'aiuto di un esercito proveniente da Mysore. 

### Il periodo di interregno
Non esistono molte informazioni in merito al periodo di transizione, di circa tre secoli, che vanno dalla fine dell'epoca Sangam dei Primi Chola (300 d.C.) al periodo dominato dai Pandya e dai Pallava. Una dinastia di cui ben poco sappiamo, i Kalabhra, invasero la regione Tamil, distrussero il vecchio regno e dominarono la regione per tutto questo periodo. Essi vennero sconfitti ed esautorati dai Pandya e dai Pallava nel VI secolo. Ben poco si sa della dinastia Chola nei successivi tre secoli, fino all'ascesa di Vijayalaya Chola nella seconda metà del IX secolo. Come testimoniano le iscrizioni trovate presso Thanjavur e nei suoi dintorni testimoniano come il regno fosse dominato dai Muthuraja, ovvero grandi proprietari terrieri, che vennero esautorati dall'avvento di Vijayalaya Chola e dalla presa di Thanjavur tra l'848 e l'851.
Le iscrizioni epigrafiche ed i testi letterati ben poco rivelano della storia dei Chola e della linea di successione reale in questo periodo confuso, tuttavia è possibile ipotizzare che quando sopraggiunsero i Pandya ed i Pallava a dominare la regione, avendo raggiunto il loro momento più basso, i Chola furono costretti probabilmente a fuggire ed a cercare rifugio presso i loro nemici di un tempo.